# Campylopus praetermissus
Campylopus praetermissus är en bladmossart som beskrevs av G. Frahm 1985. Campylopus praetermissus ingår i släktet nervmossor, och familjen Dicranaceae. Inga underarter finns listade i Catalogue of Life.